# PAQ (formato di file)
I file PAQ sono degli archivi compressi senza perdita di dati. Gli archivi PAQ raggiungono livelli di compressione molto elevati a scapito della velocità e della memoria RAM. I vari programmi PAQ sono per riga di comando e distribuiti in GPL.
Alcuni programmi, come PeaZip, includono PAQ per realizzare archivi PAQ sotto una interfaccia grafica e non usando la riga di comando.

## Principali archivi
- PAQ8 è una serie di archivers che raggiungere tassi di compressione molto elevati a scapito della velocità e della memoria. L'ultima versione è "paq8l", 8 marzo 2007
- PAQ9 ha una diversa architettura rispetto paq8. Esso utilizza preelaborazione LZP per velocizzare la compressione di file altamente ridondanti 31 dicembre 2007
- ZPAQ è uno standard aperto proposto per i dati ad alta compressione basata su PAQ.